# Christopher Uhe
Christopher Uhe (* 25. Januar 1968 in Detmold, Nordrhein-Westfalen) ist ein Musiker, Komponist und Produzent.

## Leben
Christopher Uhe, genannt Krite, gründete 1989 zusammen mit Jan Beigel und Mark Müller in Detmold die Band Speed Niggs. Das Debütalbum Boston Beigel Yeah! wurde im Herbst 1989 zum Album des Monats im Musikmagazin Spex gekürt. Die Band veröffentlichte bis 1992 zwei weitere Alben (darauf Kooperationen mit Evan Dando von The Lemonheads und Tom Liwa), diverse Singles und Samplerbeiträge und absolvierte etliche Tourneen. Nach mehreren Besetzungswechseln lösten sich die Speed Niggs im Sommer 1992 auf. Uhe gründete im Jahr 1993 zusammen mit Dirk Dresselhaus, genannt Schneider, das Duo Locust Fudge. Diverse Alben und Tourneen folgten; seit 1998 ist die Band de facto auf Eis gelegt und tritt lediglich sporadisch in Berlin auf. Locust Fudge arbeiteten zwischen 1994 und 1996 als Quartett mit Markus und Micha Acher von The Notwist unter dem Namen Family Affair. Zur selben Zeit gründete Christopher Uhe zusammen mit Mark Kowarsch (geb. Müller) die Band Sharon Stoned, die zwei Alben, eine EP, eine 7-Inch-Single und mehrere Beiträge auf Kompilationen veröffentlichte, vielfach mit Gastmusikern arbeitete (u. a. den Acher-Brüdern, Lou Barlow, Dirk von Lowtzow, Evan Dando), sich aber 1997 auflöste. 1994 und 1995 arbeitete Uhe parallel dazu mit der Band Great Tuna!, die lediglich ein Album veröffentlichte und nach zwei Tourneen ebenfalls aufgelöst wurde. Zwischen 1993 und 1997 wurden darüber hinaus etliche andere Projekte realisiert, darunter die Band Floor zusammen mit der Schlagzeugerin Michaela Latzel. Aus dieser Zusammenarbeit resultierte im Jahre 2000 das Album Free Range. 1999 zog Christopher Uhe zusammen mit Dirk Dresselhaus aus Ostwestfalen nach Berlin, wo die beiden zusammen mit der japanischen Performance-Künstlerin Hanayo die Band Paincake ins Leben riefen, die sich - anders als der Post-Punk und Indierock der bisherigen Bands und Projekte – mehr an der Schnittstelle von Noise und Performance bewegte. Späteres Mitglied der Band Paincake war Vredeber Albrecht, Produzent von Commercial Breakup und Keyboarder bei Blumfeld. Parallel dazu spielte Uhe einige Zeit zusammen mit Heike Rädeker (Bassistin bei 18th Dye) und Christoph Hein (Schlagzeuger bei Mina) in der Gruppe Evonike. Seit 1993 betätigt sich Christopher Uhe in erster Linie als Produzent (u. a. für Ragazzi, The Innits, Julia Hummer & Too Many Boys). Zusammen mit Vredeber Albrecht produzierte Uhe Theatermusik für die Volksbühne am Rosa-Luxemburg-Platz und den Prater der Volksbühne. Christopher Uhe lebt und arbeitet in Berlin und ist Vorstandsmitglied des Kulturforums Berlin-Alexanderplatz e. V.

## Werke (Auswahl)

### Als Sänger, Songwriter, Gitarrist

#### Speed Niggs
- 1989 Boston Beigel Yeah! LP
- 1990 Another Valley on the Long Decline LP/CD
- 1991 667 – Right Between The Dicks LP/CD
- und div. Singles / Samplerbeiträge

#### Locust Fudge
- 1993 Flush CD
- 1995 Royal Flush CD
- 1997 Business Express CD/10 Inch
- 2018 Oscillation LP, CD
- und div. Samplerbeiträge

#### Great Tuna!
- 1994 Mattanza CD

#### Sharon Stoned
- 1994 License to Confuse CD
- 1995 Tape 7 inch
- 1996 Sample & Hold DoLP/CD
- 1997 Your Very Own EP CD/12 Inch
- und div. Samplerbeiträge

#### Floor
- 1995 Fuel Split-7-Inch-EP
- 2000 Free Range LP/CD

### Als Produzent, Arrangeur, Musiker
- 2003 Floor feat. Sophie Rois: Frl. Phyllis, OST
- 2004 Julia Hummer: Boxy, Where Are The Spangles?, 7 Inch
- 2005 Julia Hummer and Too Many Boys: Our Empire Is, 7 Inch
- 2005 Julia Hummer and Too Many Boys: Katharina, MCD
- 2005 Julia Hummer and Too Many Boys: Downtown Cocoluccia, LP/CD
- 2004 Prater-Saga 4: Diabolo - Schade, dass er der Teufel ist nach René Pollesch / Regie: Stefan Pucher, zusammen mit Vredeber Albrecht, CD
- 2005 Ragazzi: Lumber, LP/CD
- 2006 Die Vaterlosen - nach Anton Tschechow / Regie: Stefan Pucher, zusammen mit Vredeber Albrecht
- 2006 The Innits: Everything Is True, LP/CD
- 2007 Mondo Fumatore: IV/The Hand (AT), CD
- 2009 The Innits: On The Fence, LP/CD